# 阿莎丽娜
拿督斯里阿莎丽娜（1963年12月31日—），马来西亚政治人物，巫统最高理事兼边佳兰区部主席。自2004年马来西亚大选以来代表国民阵线当选为柔佛边佳兰的国会议员，为边佳兰国会议席设立以来首位国会议员。2018年马来西亚第十四届大选，她继续连任该议席。她曾经担任首相署、旅游和青体部长。她在2018年6月30日的巫统党选中连任最高理事会成员一职。2020年7月13日，取代辞职的倪可敏国会下议院副议长职位，成为马来西亚首位女性副议长，兼任国阵民主与立法特工队主席。

## 政治生涯
2021年10月2日，首相依斯迈沙比里委任阿莎丽娜为首相的法律和人权事务特别顾问。
2022年8月27日，阿莎丽娜因发表「自己人当总检察长」的言论争议，引起土团党和希盟领导人的批评。而据媒体于8月30日引述政府消息报导称，她已辞去首相法律和人权事务特别顾问职务。然而，她在隔日的Facebook上发帖坚称，她截止8月31日为止依然担任首相特别顾问。随后在9月1日，首相署办公室发表文告证实，她己在8月29日发出辞呈，并从9月1日起为期一个月的辞职通知期内，阿莎丽娜将不再其办公室任职。
2022年12月3日，阿莎丽娜受委进入安华内阁，再次出任首相署部长，主管法律及制度改革事务。

## 争议事件

### 总检察长应由自己人担任的言论争议
2022年8月，随着前首相纳吉·阿都拉萨涉及的SRC国际公司案上诉失败，阿莎丽娜在8月27日举行的巫统特别汇报会上的演讲中宣称，时任总检察长依德鲁斯·哈伦对依斯迈沙比里领导的政府不友好，质问为何总检察长一职不是来自「自己的人」，表示民主国家从执政联盟或其支持者中任命其总检察长是一种常态。她也质疑联邦法院拒绝纳吉在更换律师团队后要求推迟诉讼程序的决定。她的言论引起舆论争议；净选盟、土著团结党、民主行动党、人民公正党和巫统的部分成员批评，认为她发表干涉司法独立和违背三权分立原则的言论。巫统青年团团长阿斯拉夫则为阿莎丽娜辩护，认为批评者在希盟时期对委任汤米·汤姆斯保持沉默的表现虚伪。
阿莎丽娜后来回应净选盟主席范东平对她在巫统大会上的批评时，表示在演讲中提到总检察长应由「自己人」的担任，与她对要求三权分立、总检察长和检控官职权分开的立场无关。有批评指责她发表干涉司法独立的观点上，她强调演讲的重点是要提高公民在法庭上上诉的合法权利，并没要求释放纳吉，并补充说，她在演讲上说的所谓「自己人」是指由首相任命的领导层将增加行政部门的透明度和问责制。阿莎丽娜也表示，她只是提及一位大马公民的法律权益，任何人有权辩护及增加新证据，但是纳吉的上诉在技术层面而言是被政府驳回的，而总检察长是唯一可以支持任何申请的人。
针对委任「自己人」当总检察长的批评，阿莎丽娜也举例马来西亚历史上曾经有两名通过政治委任的部长级总检察长，两者都是来自巫统的人选，如果按照过去的做法是不会有争议的，并对净选盟表示，希盟政府也委任了自己人汤米·汤姆斯当总检察长，却不允许巫统或国阵的首相撤换是具有双重标准。最后要求停止双方的争论，以免阻挠在参与反跳槽法令和多政党民主国会核心小组中的努力。

## 选举成绩
| 年份 | 选区             | 候选人 | 候选人           | 得票数               | 得票率               | 竞选对手                 | 竞选对手                   | 得票数               | 得票率               | 总票数               | 多数票               | 投票率               |
| ---- | ---------------- | ------ | ---------------- | -------------------- | -------------------- | ------------------------ | -------------------------- | -------------------- | -------------------- | -------------------- | -------------------- | -------------------- |
| 2004 | 柔佛 P157 边佳兰 |        | 阿莎丽娜（巫统） | 无竞选对手，直接获胜 | 无竞选对手，直接获胜 | 无竞选对手，直接获胜     | 无竞选对手，直接获胜       | 无竞选对手，直接获胜 | 无竞选对手，直接获胜 | 无竞选对手，直接获胜 | 无竞选对手，直接获胜 | 无竞选对手，直接获胜 |
| 2008 | 柔佛 P157 边佳兰 |        | 阿莎丽娜（巫统） | 无竞选对手，直接获胜 | 无竞选对手，直接获胜 | 无竞选对手，直接获胜     | 无竞选对手，直接获胜       | 无竞选对手，直接获胜 | 无竞选对手，直接获胜 | 无竞选对手，直接获胜 | 无竞选对手，直接获胜 | 无竞选对手，直接获胜 |
| 2013 | 柔佛 P157 边佳兰 |        | 阿莎丽娜（巫统） | 26,992               | 83.64%               |                          | 东姑英丹（人民公正党）     | 4,484                | 13.89%               | 33,067               | 22,508               | 87.02%               |
| 2013 | 柔佛 P157 边佳兰 |        | 阿莎丽娜（巫统） | 26,992               | 83.64%               | 阿占曼佐哈里（独立人士） | 795                        | 2.46%                |                      | 33,067               | 22,508               | 87.02%               |
| 2018 | 柔佛 P157 边佳兰 |        | 阿莎丽娜（巫统） | 21,829               | 67.71%               |                          | 诺里扎纳迪曼（土著团结党） | 10,412               | 32.29%               | 33,580               | 11,417               | 82.96%               |
| 2022 | 柔佛 P157 边佳兰 |        | 阿莎丽娜（巫统） | 21,738               | 51.96%               |                          | 法鲁尼查拉末（土著团结党） | 16,728               | 39.98%               | 41,840               | 5,010                | 75.64%               |
| 2022 | 柔佛 P157 边佳兰 |        | 阿莎丽娜（巫统） | 21,738               | 51.96%               | 仄查卡利亚（国家诚信党） | 3,374                      | 8.06%                |                      | 41,840               | 5,010                | 75.64%               |

## 荣誉
- 沙巴：
  -  神山辉煌勋章（PGDK）—拿督（2003）[17][18]
- 雪蘭莪：
  -  雪兰莪王冠拿督勋章（DPMS）—拿汀巴杜卡（2005）[19][20]
- 吉打：
  -  吉打辉煌拿督勋章（DGMK）—拿督威拉（2006）[17][21]
- 彭亨：
  -  苏丹阿末沙效忠斯里勋章（SSAP）—拿督斯里（2007）[17][22]
- 霹靂：
  -  霹雳王冠斯里勋章（SPMP）—拿督斯里（2007）[17][23]